# Antrocephalus dividens
Antrocephalus dividens är en stekelart som först beskrevs av Walker 1860.  Antrocephalus dividens ingår i släktet Antrocephalus och familjen bredlårsteklar. Inga underarter finns listade i Catalogue of Life.